# Кроноцьке озеро
Кроноцьке озеро — велике озеро в східній частині півострова Камчатка, на території Кроноцького заповідника, за 30 км на північ від всесвітньо відомої Долини гейзерів, у Єлізовському районі Камчатського краю.

## Основні характеристики
Є найбільшим прісноводним озером Камчатки, його площа становить близько 242 км². Має форму рівнобедреного трикутника. Середня глибина 51 м, максимальна глибина 148 м. Довгий час вважали, улоговина озера являє собою Кальдеру, проте сьогодні доведено, що озеро утворилося близько 10000 років тому, коли продукти виверження лави загатили долину річки Кроноцької .
Живлення снігове і дощове. Розмах коливань рівня становить кілька десятків сантиметрів. Льодостав від кінця грудня до кінця другої декади травня. Уздовж східного берега озера лежать 11 островів.

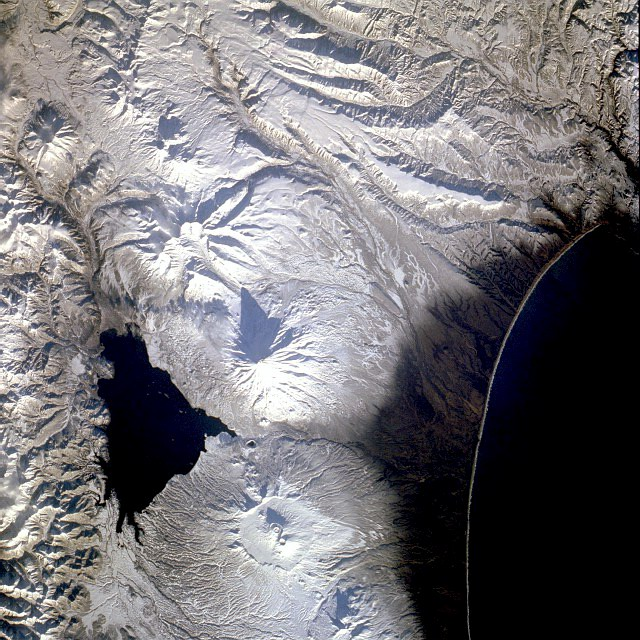
Кроноцька сопка і Кроноцьке озеро. Супутниковий знімок. Листопад 1985

За 8 км на схід розташований вулкан Кроноцька сопка, за 10 км на південь — вулкан Крашеніннікова, а за 10 км на північний схід — гора Шмідта. У Кроноцьке озеро впадає 10 річок, найбільші з яких — Модринова, Узон, Унана, Північна, Перевальна. Витікає одна річка Кроноцька (Кродакиг), на сороковому кілометрі впадає в Кроноцьку затоку.
В озері живе 2 види риб: прісноводна форма нерки Кокань і голець.

## Історія
Перші дані про озеро Кроноцьке зібрав С. П. Крашенінніков, записавши опис озера зі слів камчадалів. Першим дослідником озера був П. Ю. Шмідт. 1908 року він пройшов від долини річки Камчатки по північних і східних берегах озера і зробив короткий опис верхньої течії річки Кроноцької.
Виверження вулкана Кизимен у 2009 році призвело до підвищення температури води в озері від 5 до 13 °С.